# Agaragar

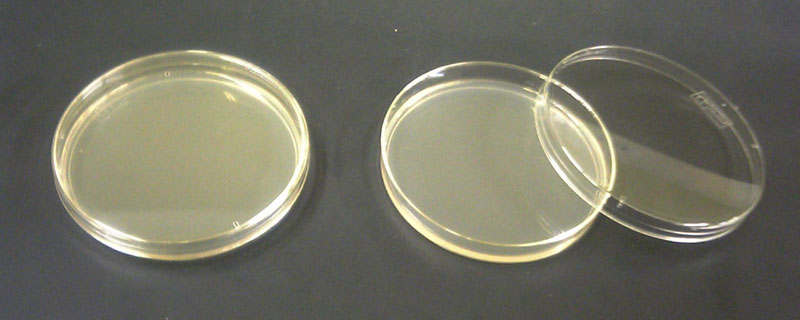
Agarplaten; petrischalen met agaragar

Agaragar of agar is een witachtige, smaak- en reukloze, onvertakte polysacharide die uit de celwanden van sommige soorten roodwieren gewonnen wordt, voornamelijk in Sri Lanka, op Java en in Japan. De wieren waaruit agar gewonnen wordt, heten agarofyten. Agar wordt onder andere uit Gelidium, Gracilaria en Pterocladia gewonnen. 
Chemisch gezien is agar een biopolymeer, opgebouwd uit subeenheden van de suiker galactose. Het zijn polygalactanen samengesteld uit aaneengeschakelde agarobiose-eenheden, die op de -OH-groepen min of meer vervangen zijn door sulfonaat- of methyl-groepen.
Het woord agaragar komt uit het Maleis en betekent gelei. Agarpolysachariden zijn de primaire ondersteunende structuren voor de celwand van algen. Opgelost in heet water en daarna afgekoeld is agaragar op een vergelijkbare manier te gebruiken als gelatine. De stabiliteit van de gels die men daarmee krijgt is thermoreversibel: bij verhoging tot 85°C smelten ze opnieuw. De bindkracht is tweemaal zo groot als die van gelatine; bovendien is agargel minder gevoelig voor veranderingen van zuurgraad.
Agaragar is ook bekend als E406 in de lijst van E-nummers.

## Etymologie
Het woord "agar" komt van agar-agar, de Maleise naam voor de roodwieren (Gigartina, Gracilaria), waaruit de gelei wordt geproduceerd. Het is ook bekend als kanten (Japans: 寒天, van de uitdrukking kan-zarashi tokoroten (寒曬心太) of "aan kou blootgestelde agar"), Japans visglas, Chinees gras, Ceylon-mos of Jaffna-mos. Gracilaria lichenoides wordt specifiek agal-agal of Ceylon-agar genoemd.

## Toepassingen

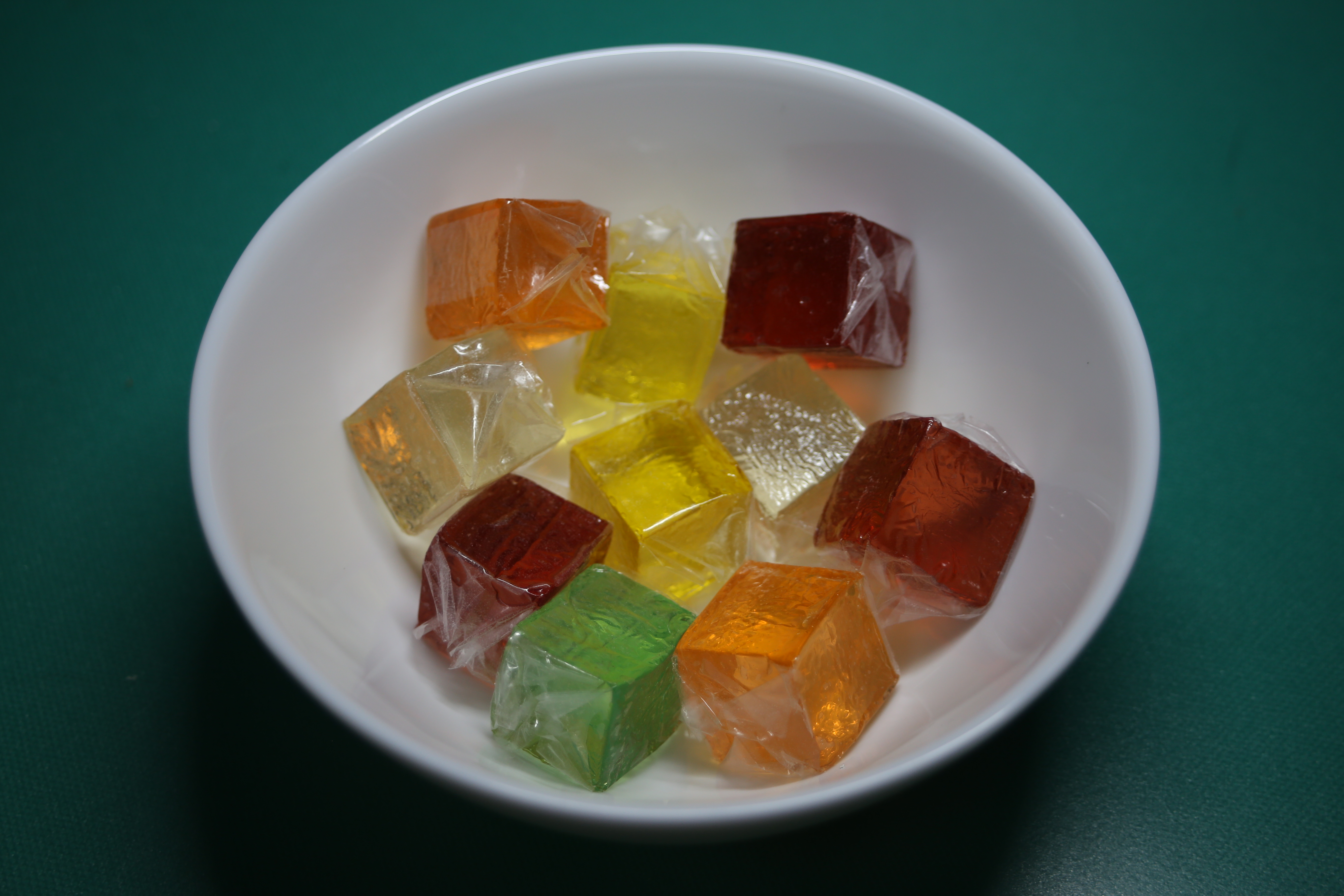
Kantengelei-blokjes gebruikt in de Japanse keuken, vaak voor wagashi

Agaragar wordt hoofdzakelijk gebruikt voor voedingsbodem bij microbiologisch laboratoriumwerk. Agaragarfracties en derivaten van agaragar worden bij enkele biochemische scheidingstechnieken gebruikt, onder andere bij elektroforese.
Agaragar kan ook gebruikt worden als:
- laxeermiddel;
- vegetarische vervanger voor gelatine;
- bindmiddel (voor soep);
- gelei;
- ijs en Japanse wagashi (zoetwaren) zoals anmitsu;
- vulling voor een zoutbrug.

In de industrie dient de stof als vervanging van gelatine (bijvoorbeeld in puddingpoeder, jamfabricage, bakkerijen), als verdikkingsmiddel (bijvoorbeeld in advocaat) en voor het apprêteren van weefsels en het lijmen van papier. In de farmaceutische en cosmetische industrie vindt agaragar toepassing als bindmiddel voor zalven, crèmes en tabletten.